# Jack Wagner
Peter John Wagner, detto Jack (Washington, 3 ottobre 1959), è un attore e cantante statunitense.

## Biografia e carriera

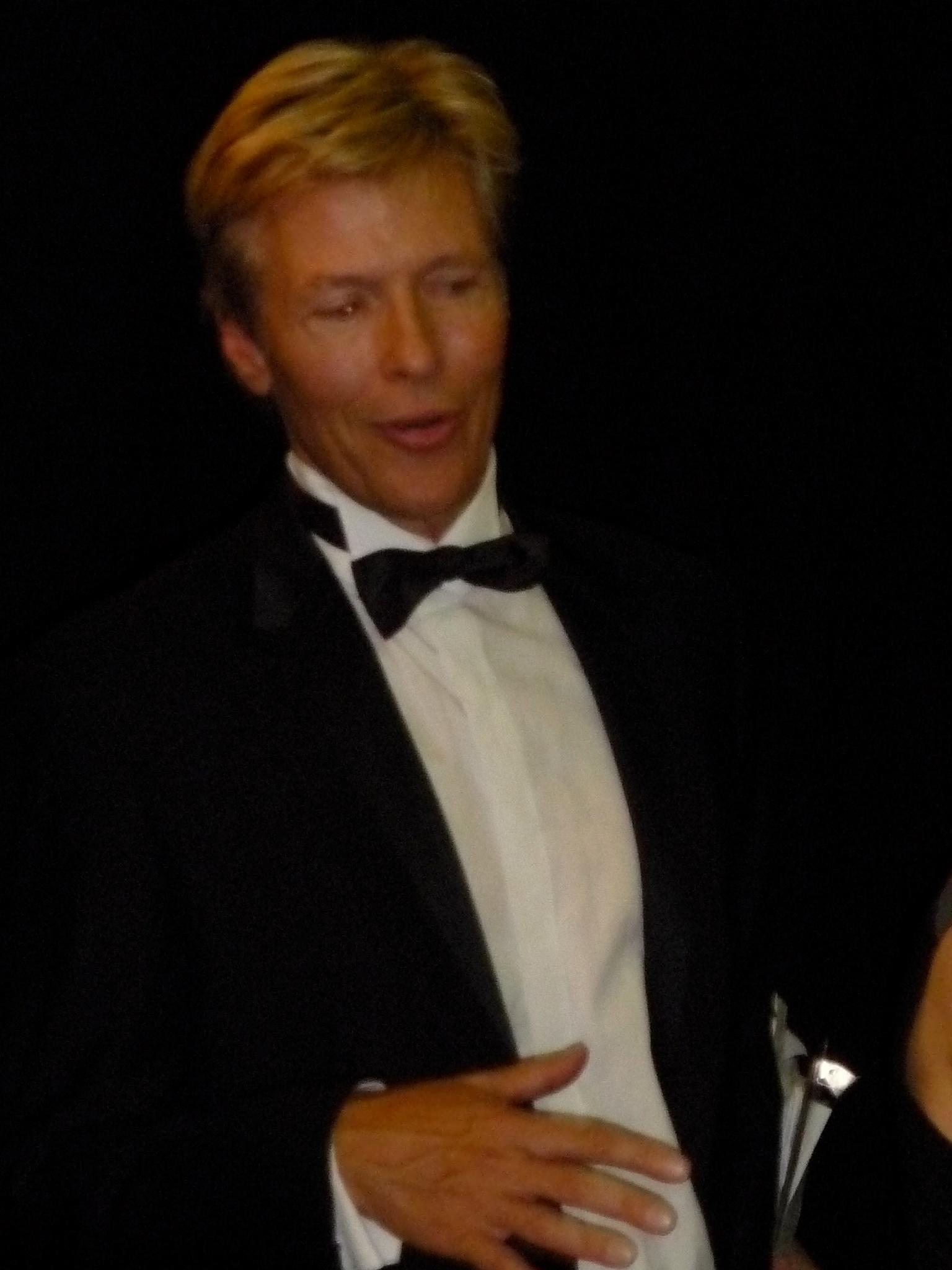
Jack Wagner alla cerimonia del premio Emmy nel 2009

Nato nel Missouri, debutta nei primi anni '80 interpretando ruoli in serie come California (lo spin-off di Dallas), ma per raggiungere la vera fama dovrà aspettare il 1983, anno in cui entra nella soap opera General Hospital nel ruolo di Frisco Jones. Questo personaggio lo rende molto celebre negli Stati Uniti e dà modo all'attore di farsi apprezzare anche come cantante. Quando lascia la soap la sua ben avviata carriera sembra arenarsi: interpreta infatti ruoli da guest star in molte serie ma senza fermarsi in alcun set per diverso tempo. Solo nel 1991 riesce a tornare alla ribalta rivestendo i panni di Warren Lockridge, nella soap opera Santa Barbara, fino al 1993.
Dal 1994 al 1999 interpreta il ruolo del Dr. Peter Burns nel serial tv Melrose Place e, grazie a quella parte, si consacra come attore diventando un mito per molte adolescenti che seguivano il serial. Questa fama lo porterà ad interpretare sé stesso nella sitcom Sabrina, vita da strega (1997). Sul set della serie conosce Heather Locklear, la relazione termina nel 2011.
Tra il 2000 e 2001 viene scelto da Aaron Spelling per recitare in un'altra serie, Titans, cancellata però dopo una sola stagione a causa del basso ascolto. Alterna ruoli al cinema e a teatro e nel 2000 interpreta il protagonista nel film Volo 762 - Codice rosso, il comandante John Prescott, e conferma le sue doti d'attore anche sul grande schermo. Precedentemente aveva interpretato film di vario genere, facendosi apprezzare in La metà ignota (1997), dove interpreta la parte di due gemelli, mentre nel 2003 è protagonista insieme a Joanna Pacuła di Incubo d'amore, dove interpreta la parte di un cattivo.
Dal 2003 al 2012 è nel cast fisso della soap opera Beautiful, interpretando Dominick Marone. È stato legato sentimentalmente ad Ashley Jones, sua partner in tale soap. Nonostante l'impegno con la soap, Wagner torna alla musica e nel 2005 pubblica un nuovo album, per un totale di cinque album nella sua carriera. Nel 2009 recita anche in alcuni episodi di Detective Monk e nel 2011 nella sitcom Hot in Cleveland.
Nel 2012 fa parte del cast della 14ª edizione del programma Dancing with the Stars (Ballando con le stelle), andato in onda dal 19 marzo al 22 maggio 2012 sulla ABC, arrivando undicesimo. Insieme a Jack si sono esibite altre 11 celebrità.
Nel 2013 torna nella soap opera General Hospital nel ruolo di Frisco Jones, ma solo per un paio di mesi.
Ha ricevuto nella sua lunga carriera tre candidature agli Emmy Awards.
Nel 1993 si è sposato con Kristina, dalla quale ha divorziato nel 2006: i due hanno generato Peter e Harrison (quest'ultimo è morto nel giugno del 2022). 
Nell'aprile del 2008 si fidanza con la vecchia collega di set di Melrose Place Heather Locklear, relazione conclusasi nel 2011.
Nel mese di Aprile del 2022 torna per un breve periodo in Beautiful per poi rientrare nel cast fisso nel 2025. 

## Filmografia

### Attore

#### Cinema
- Play Murder for Me, regia di Héctor Olivera (1990)
- Artificial Lies, regia di Rodney Gibbons (2000)
- Incubo d'amore (Cupid's Prey), regia di Dale G. Bradley (2003)
- Falling for Christmas, regia di Janeen Damian (2022)

#### Televisione
- A New Day in Eden – serie TV, 1 episodio (1982)
- California (Knots Landing) – serie TV, 2 episodi (1983)
- Gioco di coppie (Loving Friends and Perfect Couples) – serie TV, 1 episodio (1983)
- General Hospital – serie TV, 132 episodi (1983-2013)
- Bandstand – serie TV, 2 episodi (1984-1986)
- Sotto stretta protezione (Moving Target), regia di Chris Thomson – film TV (1988)
- Scuola di modelle (Swinsuit), regia di Chris Thomson – film TV (1989)
- Santa Barbara – serie TV, 36 episodi (1992-1993)
- Melrose Place – serie TV, 139 episodi (1994-1999)
- Intrappolati nello spazio (Trapped in Space), regia di Arthur Allan Seidelman – film TV (1995)
- Sirens – serie TV, 1 episodio (1995)
- Amore ferito (Lady Killer), regia di Steven Schachter – film TV (1995)
- Triplice inganno (Frequent Flyer), regia di Alan Metzger – film TV (1996)
- La metà ignota (Echo), regia di Charles Correll – film TV (1997)
- Lois & Clark - Le nuove avventure di Superman (Lois & Clark - The New Adventures of Superman) – serie TV, 1 episodio (1997)
- Sabrina, vita da strega (Sabrina, the Teenage Witch) – serie TV, 1 episodio (1997)
- Sunset Beach – serie TV, 3 episodi (1997)
- The Rosie O'Donnell Show – serie TV, 6 episodi (1997-2000)
- Il riscatto (Dirty Little Secret), regia di Rob Fresco – film TV (1998)
- Il tocco di un angelo (Touched by an Angel) – serie TV, 1 episodio (1998)
- Volo 762 - Codice rosso (Nowhere to Land), regia di Armand Mastroianni – film TV (2000)
- Titans – serie TV, 9 episodi (2000-2001)
- La valanga della paura (Trapped: Bruried Alive), regia di Doug Campbell – film TV (2002)
- Ghost Dog: A Detective Tail, regia di Worth Keeter – film TV (2003)
- Beautiful (The Bold and The Beautiful) – soap opera, 1473 episodi (2003-2012,2022,2025-in corso)
- Detective Monk (Monk) – serie TV, episodio 8x10 (2009)
- Hot in Cleveland – serie TV, 2 episodi (2011-2013)
- Castle – serie TV, episodio 5x10 (2013)
- The Apprentice – serie TV, 1 episodio (2013)
- Sunday & Parker - Irresistibili detectives (My Gal Sunday), regia di Kristoffer Tabori – film TV (2014)
- Quando chiama il cuore (When Calls the Heart) – serie TV (2014-in corso)
- Heartbreakers, regia di Kenn MacRae – miniserie TV (2014)
- La marcia nuziale (The Wedding March), regia di Neill Fearnley – film TV (2016)
- Un amore improvviso (Love on the Vines), regia di Bradford May – film TV (2016)

### Programmi TV
- Dancing with the Stars (2012)

## Riconoscimenti

### Emmy Awards
Candidature:
- Miglior giovane attore in una serie drammatica, per General Hospital (1985)
- Miglior attore protagonista in una serie drammatica, per Beautiful (2005)
- Miglior coppia (con Ashley Jones) in una serie drammatica, per Beautiful (2005)

### Soap Opera Digest Awards
Candidature:
- Miglior coppia (con Kristina Wagner) in una soap-opera, per General Hospital (1986)
- Miglior coppia (con Kristina Wagner) in una soap-opera, per General Hospital (1988)
- Miglior attore protagonista, per General Hospital (1991)
- Miglior attore protagonista, per Santa Barbara (1993)
- Personaggio maschile, per Santa Barbara (1993)
- Miglior triangolo d'amore (con Ronn Moss e Katherine Kelly Lang) in una soap-opera, per Beautiful (2005)

### Rose d'Or Awards
Vinti:
- Miglior attore in una soap-opera, per Beautiful (2006)

### Golden Boomerang
Vinti:
- Miglior attore protagonista, per Beautiful (2006)

## Doppiatori italiani
Nelle versioni in italiano delle opere in cui ha recitato, Jack Wagner è stato doppiato da:
- Massimo Lodolo in Amore ferito, Beautiful, Castle, Sunday & Parker - Irresistibili detectives
- Francesco Prando in Melrose Place, La metà ignota, La valanga della paura, Detective Monk
- Angelo Maggi in Titans, Falling for Christmas
- Vittorio Guerrieri in A New Day in Eden
- Francesco Pannofino in General Hospital (1ª voce)
- Andrea Ward in General Hospital (2ª voce)
- Massimo Rinaldi in Scuola di modelle
- Mario Cordova in Triplice inganno
- Massimo Rossi in Volo 762 - Codice rosso
- Fabrizio Temperini in Un amore improvviso

## Discografia
- 1984 - All I Need
- 1985 - Lighting Up The Night
- 1987 - Don't Give Up Your Day Job
- 1993 - Alone In The Crowd
- 2005 - Dancing In The Moonlight